# Wandee Kameaim
Wandee Kameaim  (thailändisch วันดี•คำเอี่ยม; * 18. Januar 1978) ist eine ehemalige thailändische Gewichtheberin.

## Biografie
Wandee Kameaim gewann bei ihren drei Weltmeisterschaftsteilnahmen insgesamt eine Gold-, fünf Silber- und zwei Bronzemedaillen. Bei  den Asienspielen 2002 in Busan gewann sie Silber. 
Bei den Olympischen Sommerspielen 2004 in Athen sowie 2008 in Peking gewann sie jeweils die Bronzemedaille im Leichtgewicht.